# عقد 1240
عقد 1240 هو عقد امتد بين 1 يناير 1240 و31 ديسمبر 1249 بحسب التقويم الميلادي. سبقه عقد 1230 ولحقه عقد 1250.

## أحداث
- حصار دمياط (1249)
- معركة الثلج (1242)
- معركة جبل كوسه (1243)
- حصار القدس (1244)
- معاهدة قشتالة (1246)

## مواليد
- بدر الدين بن جماعة (1241)
- إرفين فون شتاينباخ (1244)
- العادل زين الدين كتبغا (1245)
- ريكولدو دي مونتي (1242)
- روبرت الرابع، كونت درو (1241)
- الأشرف الثاني موسى (1245)
- عمر بن يوسف (1242)
- فاسيلي ياروسلافيتش (1241)
- فليب دو بومانوار (1246)
- فيليب الثالث ملك فرنسا (1245)
- إيزابيل من فرنسا، ملكة نافارا (1242)

## وفيات
- جغتاي خان (1242)
- معز الدين بهرام شاه بن التتمش (1242)
- فيليبا دي درو (1242)
- سانشا، وريثة ليون (1243)
- رضية سلطانة (1240)
- محمد عوفي (1242)
- كمال الدين بن يونس (1242)
- سلستين الرابع (1241)
- عبد الواحد الرشيد (1242)
- بابا عشق (1241)
- غريغوري التاسع (1241)

## كتب
- Yves Denis Papin (1998). Chronologie de l'histoire ancienne. Lieu de publication non identifié: Éditions Jean-paul Gisserot. ISBN:2-87747-346-5. OCLC:40746926. مؤرشف من الأصل في 2022-03-16.
- موسوعة حضارة العالم (2002) لأحمد محمد عوف.

## روابط خارجية
- تصفح سنة بسنة عقد 1240 على موقع onthisday.com
- تصفح سنة بسنة عقد 1240 ابتداءً من سنة عقد 1240 على موقع المكتبة الوطنية الفرنسية